# Pirâmide de Ratoises
Pirâmide de Ratoises consiste hoje na maior parte de ruínas localizadas em Abu Rauas, no Egito. É pirâmide mais ao norte do país e acredita-se ser construído por Ratoises, filho e sucessor do rei Quéops. Embora alguns egiptólogos nas últimas décadas tenham sugerido o contrário, escavações recentes em Abu Rauas realizadas pelo Dr. Michael Baud, do Museu do Louvre em Paris, sugerem que a pirâmide na verdade nunca chegou a ser concluída. Se tivesse sido terminada, no entanto, estima-se que a estrutura teria o mesmo tamanho que o da Pirâmide de Miquerinos - a terceira maior das pirâmides de Gizé. Acredita-se que ela tenha sido originalmente a mais bela das pirâmides, com um exterior de granito polido e calcário e coroada com uma grande piramídio. Acredita-se também que a pirâmide tenha sido largamente desconstruída pelo Império Romano para construir seus próprios projetos após a conquista do Egito sob o governo do imperador romano Augusto. O nome antigo da pirâmide era "Céu estrelado de Ratoises".